# Pterolophia confusa
Pterolophia confusa är en skalbaggsart som beskrevs av Stefan von Breuning 1938. Pterolophia confusa ingår i släktet Pterolophia och familjen långhorningar. Inga underarter finns listade i Catalogue of Life.